# Contomastix vittata
Contomastix vittata — вид ящірок родини теїдових (Teiidae). Ендемік Болівії.

## Поширення і екологія
Contomastix vittata мешкають на плато Альтіплано в Болівії. Вони живуть в болівійських сухих гірських лісах та в болівійській юнзі, трапляються на кам'янистих ділянках, порослих акаціями і прозопісом, та на сухих кам'янистих луках. Зустрічаються на висоті від 1471 до 2800 м над рівнем моря.

## Збереження
МСОП класифікує цей вид як вразливий. Contomastix vittata загрожує знищення природного середовища.